# 女剣士と熊
『女剣士と熊』はHBO(日本ではスター・チャンネルが放送)のファンタジー・ドラマ・シリーズである『ゲーム・オブ・スローンズ』の第3章『戦乱の嵐-前篇-』の第7話である。原作者であるジョージ・R・R・マーティンによって原作『剣嵐の大地』に基づいて脚本が書かれ、 ミシェル・マクラーレンが監督した。
アリアは〈旗標なき兄弟団〉を逃げ出すが、ハウンドに捕えられる。シオンはラムジーに去勢される。デナーリスの軍はユンカイに着く。ジェイミーは熊と戦わされるブライエニーを救う。

## あらすじ

### キングズランディング
サンサ(ソフィー・ターナー)は、ティリオンとの婚約のことを聞いたレディ・マージェリー(ナタリー・ドーマー)に慰められる。別の場所で、ティリオン(ピーター・ディンクレイジ)とブロン(ジェローム・フリン)も、この結婚と、シェイ(シベル・ケキリ)の受ける影響について話す。タイウィン・ラニスター公(チャールズ・ダンス)は孫のジョフリー王(ジャック・グリーソン)の政治に関する質問をあしらう。ジョフリーは、デナーリスとドラゴンの噂をどうするか聞くが、いまだ脅威ではないとタイウィンは答える。後にシェイは、ティリオンがサンサと結婚した後は二人の関係を続けるつもりはないと言う。
ブラックウォーター湾を進む船上で、メリサンドル(カリス・ファン・ハウテン)はロバート王が父親であるとジェンドリーに教える。

### 〈北部〉
ジョン・スノウ(キット・ハリントン)と〈巨人殺しのトアマンド〉に率いられた〈野人〉の一行は、〈壁〉を超えてさらに南に向かう。イグリット(ローズ・レスリー)とジョンは立ち止まり、この先の旅のことを話す。後に、オレル(マッケンジー・クルック)はイグリットに愛を告白し、ジョンはいまだに〈冥夜の守人〉に忠実であると説得しようとする。ジョンは、〈野人〉には勝てる見込みがないと言うが、イグリットはひるまない。
シオン・グレイジョイ(アルフィー・アレン)は二人の若い女性に束縛から解放され、水を飲まされ傷の手当てを受ける。シオンは二人の優しさに不安を覚えるが、女たちは服を脱いでシオンを愛撫しはじめる。そこにナイフを持った拷問者の少年が現れ、部下にシオンを縛れと命令し、性器を切除する。
〈壁〉に向かう途中、オシャ(ナタリア・テナ)とホーダーがキャンプの準備をしている間、ブラン(アイザック・ヘンプステッド＝ライト)はジョジェン・リード(トーマス・サングスター)と話す。オシャはリード家の姉弟に疑いを深め、ジョジェンの緑視(グリーンサイト)を黒魔術と呼ぶ。ジョンのいる、〈壁〉の〈黒の城〉(カースル・ブラック)に向かわなければならないとオシャが言うと、ジョジェンは〈三つ目の鴉〉は〈壁〉の向こう側にいると言い、そこが目的地だと言う。オシャは〈壁〉の北に行くことを拒否し、死んだ夫が〈亡者〉として蘇った話をする。

### リヴァーランド
ロブ王(リチャード・マッデン)とその軍勢はエドミュア(トビアス・メンジーズ)とロズリン・フレイの結婚式のために〈双子城〉に向かうが、雨のために遅れる。キャトリン(ミシェル・フェアリー)と叔父ブリンデン(クライヴ・ラッセル)はウォルダー・フレイ公に対する嫌悪感を語り、この遅れもフレイ家への侮辱とみなされるだろうと言う。二人だけのテントで、タリサ王妃(ウーナ・チャップリン)は妊娠をロブに告げる。
〈旗印のない兄弟団〉の隠れ家で、アリア(メイジー・ウィリアムズ)はジェンドリーをメリサンドルに売り渡したとベリック・ドンダリオンとソロスを非難する。ラニスター家の騎兵隊が近くにいると聞き、ベリックは〈兄弟団〉に追跡するよう命じる。 リヴァーランに連れていくと約束されていたため、アリアはベリックを嘘つきとなじる。アリアは逃げ出し、〈兄弟団〉の兵士が追いかけるが、アリアは”ハウンド” サンダー・クレゲイン(ロリー・マッキャン)に捕えられる。

### 狭い海の向こう側
デナーリス・ターガリエン(エミリア・クラーク)、ジョラー・モーモント(イアン・グレン)、バリスタン・セルミー(イアン・マッケルヒニー)、そして8000の〈穢れなき軍団〉は黄色の都市ユンカイに着く。ユンカイは戦略的に無価値だと聞かされるが、デナーリスは20万の奴隷を解放すると主張する。グレイ・ワームに命じて使者を送り、降伏しなければアスタポアと同様に略奪すると言わせる。ユンカイの使者が訪れ、立ち去ってくれれば黄金の延べ棒で満ちた櫃と望むだけの船を贈るという講和条件を示す。デナーリスは拒否し、市の全奴隷を解放し、これまでの奉仕に対し報酬を支払えと言う。ユンカイの使者は怒って拒否し、テントを去る。

### 〈ハレンの巨城〉
ブライエニー(グェンドリン・クリスティー)の牢をジェイミー・ラニスター(ニコライ・コスター＝ワルドー)が訪ね、明日キングズランディングに向けて出発すると言う。ルース・ボルトン(マイケル・マケルハットン)が〈双子城〉に行くので、ブライエニーはロック(ノア・テイラー)のもとに置いて行かれると言う。ブライエニーは、レディ・キャトリンとの誓約を守りスターク家の娘たちを母親のもとに返すとジェイミーに誓わせる。出発する前、ジェイミーはエドミュアの結婚に対して、スターク家とタリー家にラニスター家が挨拶を贈るとルース・ボルトンに言う。道中で、クァイバーンはジェイミーの右腕の状態を調べ、メイスターの鎖を失ったのは人体実験をしたためだと語る。クァイバーンが、ロックはブライエニーを父親が申し出た身代金では解放しないだろうと言った時、ジェイミーは一行を率いる〈鉄の脛〉を操って〈ハレンの巨城〉に戻らせる。ジェイミーが城に戻ると、ブライエニーは木剣で熊と戦わされている。ジェイミーはロックに身代金を払ってブライエニーを解放しようとするが拒否され、闘技場に飛び込んでブライエニーを守る。熊は〈鉄の脛〉の石矢を受けるが戦い続け、ジェイミーはブライエニーを持ち上げて救い、次に自分も安全な場所に引き上げられる。ジェイミーを守るよう命令されている〈鉄の脛〉と対立したロックは引き下がり、ジェイミーとブライエニーをキングズランディングに向かわせる。

## 製作

### 脚本
本エピソードは原作者のジョージ・R・R・マーティンによって脚本が書かれ、『剣嵐の大地』の第42、43、44、45、46章に基づいている。
マーティンは、製作側による原作からの改変を取り入れ、原作にないシーンを書かなくてはならなかった。原作では、タリサに対応するジェイン・ウェスタリングはリヴァーランに留まり、ロブについて行くことはない。またメリサンドルはジェンドリーと出会わず、サンサはマージェリーに打ち明け話をしない。
熊の出て来る最後のシーンは、次話に予定されていたシーンが移動されたものである。

### ロケーション
奴隷商人湾のシーンはモロッコで撮影された。

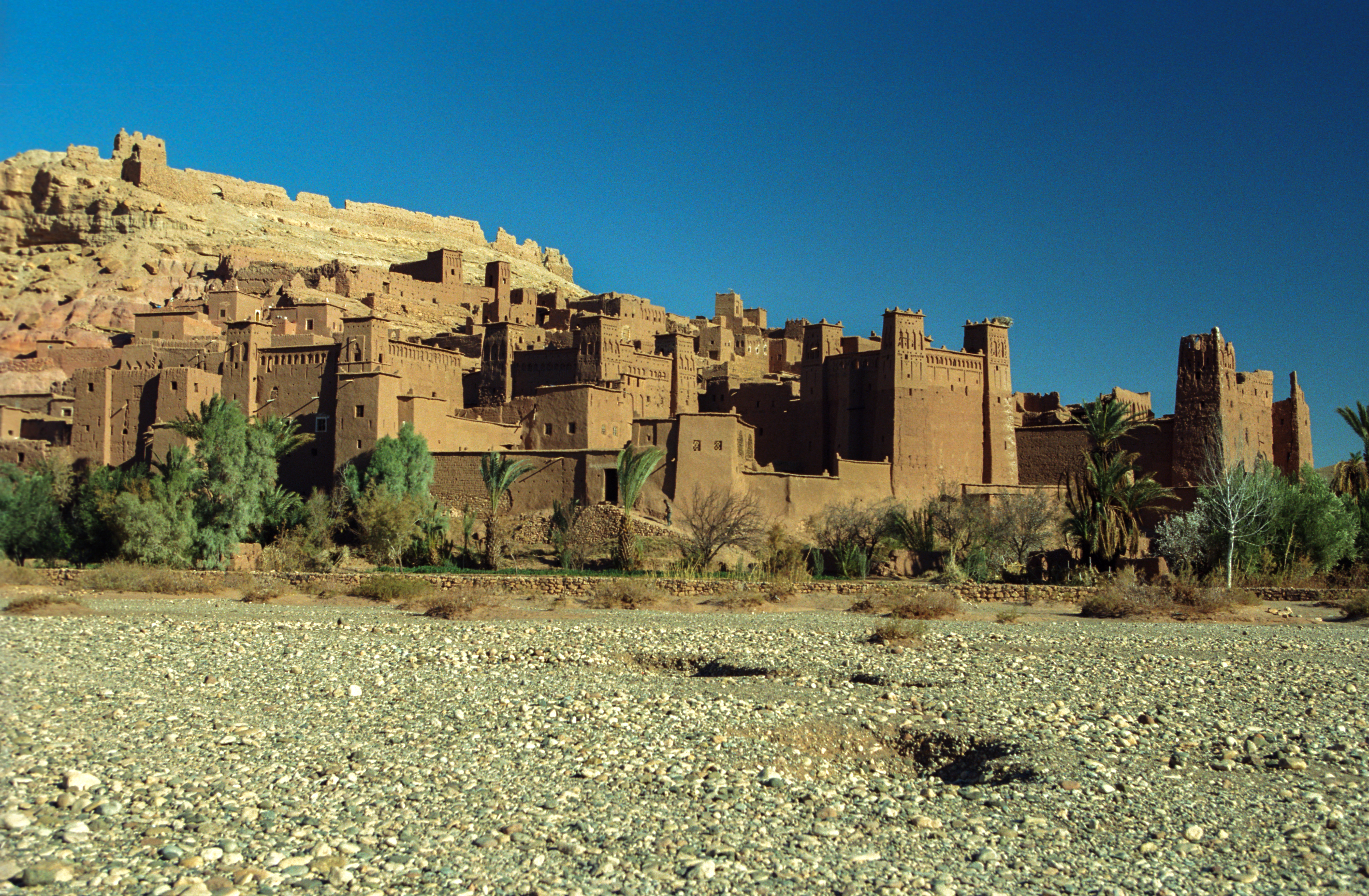
モロッコのアイット＝ベン＝ハドゥの集落で撮影されたユンカイ

ジョン・スノウのシーンは、(壁)の向こう側のシーンの撮影がアイスランドに移動する前に、北アイルランドで撮影された。
大型動物を輸送する法規制と難しさを考慮して、熊のシーンはロスアンゼルスで撮影され、俳優たちは北アイルランドでの撮影後に移動した。北アイルランド、モロッコ、クロアチア、アイスランドに続いてアメリカ合衆国が五つ目のロケ国となった。

## 評判
初回放送は484万人が、同夜の再放送は112万人が視聴した。4話連続の記録更新は途絶えた。

## 参照
1. ↑  Kondolojy, Amanda (2013年5月14日). “Sunday Cable Ratings: 'Game of Thrones' Wins Night + 'Breaking Amish', 'Mad Men', 'Long Island Medium', 'River Monsters' & More”.   TV by the Numbers. 2013年5月14日閲覧。